# Ansgar-Medaille
Die Ansgar-Medaille, auch St.-Ansgar-Medaille oder St. Ansgar Medaille wurde im Jahr 2000 vom Erzbistum Hamburg gestiftet. Sie ist die einzige Auszeichnung des Erzbistums und Laien vorbehalten für ihren vorbildlichen Einsatz für die Kirche, so das Statut. Das schließt bedeutende Leistungen im kulturellen, sozialen und wissenschaftlichen Bereich ein.

## Gestaltung
Die Medaille ist aus Silber gefertigt und teilvergoldet. Sie zeigt den Bistumsgründer Ansgar, der die thronende Gottesmutter verehrt. Die Darstellung wird von dem Schriftzug „Verdienstmedaille Erzbistum Hamburg“ in goldener Schrift auf blauem Grund umrahmt.

## Verleihungen
In den letzten Jahren wurde die Medaille bis zu vier Mal verliehen:
- 2020: 4
- 2019: 2
- 2018: 4
- 2017: 2
- 2016: 3
- 2015: 2